# Cryptocorypha stylopus
Cryptocorypha stylopus är en mångfotingart som beskrevs av Carl Graf Attems 1907. Cryptocorypha stylopus ingår i släktet Cryptocorypha och familjen fingerdubbelfotingar. Inga underarter finns listade i Catalogue of Life.